# Church Street (Manhattan)
Pour les articles homonymes, voir Church Street.
Church Street est une rue de à New York, aux États-Unis.

## Situation et accès
Church Street est une courte voie urbaine de circulation publique dans le quartier de Lower Manhattan. Très fréquentée elle est délimitée par Canal Street (qui lui est perpendiculaire) au nord, et est prolongée par Trinity Place au sud. Trinity Place débouche quant à elle sur le Battery Park au sud, en passant à l'ouest de Trinity Church qui a donné leurs noms aux deux axes. 'Church Street' constitue la partie sud de la frontière est du World Trade Center, et est rejointe par l'extrémité sud de la Sixième Avenue à quelques blocks de Canal Street. En particulier, le prolongement de Church Street et de la Sixième Avenue, toutes deux à sens unique constitue un axe majeur de communication entre Lower Manhattan et Central Park.
L'IND Eighth Avenue Line, ligne souterraine du métro de New York circule sous Church Street entre Liberty Street et la Sixième Avenue, de même qu'une portion de la BMT Broadway Line. La station de Cortlandt Street, fermée à la suite des attentats du 11 septembre 2001 et adjacente au World Trade Center y est située.

## Origine du nom
Church Street porte le nom de l'église de la Trinité, une église paroissiale historique de style gothique située sur Broadway à Wall Street.

## Historique
Church Street qui existait en 1761  a été prolongée en 1784. La partie de la rue appartenait à l'église, a été donnée à la ville en 1804.